# Подольские курсанты

Номер советской газеты «Правда» от 25 октября 1941 года, посвящённый обороне Москвы

Подо́льские курса́нты — советские командиры и курсанты подольских артиллерийского и пехотного военных училищ, в октябре 1941 года в ходе битвы за Москву в начале Великой Отечественной войны оборонявшие рубежи на юго-западных подступах к Москве: на Варшавском шоссе, в районе Юхнова, Медыни, Ильинского, Малоярославца, Детчино.

## Подольские военные училища

### Подольское пехотное училище
Подольское стрелково-пулемётное училище формировалось с января по март 1940 года согласно директивам НКО СССР № 4/2/103006 от 31 декабря 1939 года и Военного Совета МВО № 9590 от 8 января 1940 года.
Под училище было выделено здание Подольского индустриального техникума, часть которого занимали учебные подразделения 57-го стрелкового корпуса, формировавшие лыжные батальоны для «ударов по белофиннам» на полях сражений Советско-финляндской войны 1939—1940 годов.
21 января 1940 года был издан приказ № 1 по Подольскому стрелково-пулемётному училищу, 30 января командование принял помощник начальника училища полковник Пшеничников, а 15 марта вступил в должность начальник — комбриг И. И. Швыгин.
Учебные части 57-го стрелкового корпуса полностью освободили занимаемые ими помещения к 20 февраля, поэтому обучение началось в Москве на базе Московского пехотного и артиллерийского училищ. Командно-преподавательский состав был сформирован преимущественно из командиров запаса и выпускников Рязанского и 1-го Тамбовского Краснознамённого пехотных училищ.
15 марта 1940 года формирование было полностью завершено, но занятия в новом здании начались 1 марта 1940 года. Первые три учебных батальона были укомплектованы гражданской молодёжью и красноармейцами призыва 1939 года, а 4-й и 5-й батальоны — курсантами, прибывшими из Московского, Рязанского и других пехотных училищ. Был установлен двухгодичный срок обучения. Один из первых курсантов ППУ — С. А. Штерн вспоминал:

«Из училища имени Верховного Совета РСФСР нас отобрали около батальона. Традиции кремлёвских курсантов мы должны были привнести в стены вновь организованного училища. Здесь встретились курсанты самых разных национальностей: русские, украинцы, белорусы, чуваши, марийцы, грузины, армяне, абхазцы. Многонациональность не мешала нам понимать друг друга, потому что объединяло нас всех глубокое чувство любви к Родине…» — Д. Д. Панков, «Подольские курсанты в битве за Москву».
30 декабря 1940 года начальником училища был назначен генерал-майор В. А. Смирнов, занимавший до этого должность начальника спецгруппы при Военном совете МВО.
Великую Отечественную войну курсанты и командиры встретили в летних лагерях на берегах реки Оки у села Лужки, близ города Серпухова. В начале июня 1941 года в лагере был проведён первый офицерский выпуск. В действующую Красную армию было направлено 876 лейтенантов — командиров взводов.
В первые дни войны на базе летних лагерей училища в Лужках (п/я 8, лит. 39) тысячи военнообязанных прошли сборы. Был сформирован литерный полк, созданный для ускоренной боевой подготовки мобилизованных по призыву и впоследствии направляемых эшелонами на Западный фронт. В Лужках было сформировано несколько полков противотанковой обороны (ПТО). Помимо боевой учёбы, помощи в формировании и отправке на фронт «литерных» батальонов, командиры и курсанты патрулировали в районах Домодедово, Каширы и Электростали «на случай высадки вражеского парашютного десанта или диверсионных групп».
1 августа 1941 года училище было переименовано в Подольское пехотное училище (ППУ). В сентябре состоялся второй, ускоренный выпуск. На фронт было направлено 918 лейтенантов — командиров взводов.
По состоянию на 24 октября 1941 года в Подольском пехотном училище обучалось: на первом курсе — 1 458 курсантов, а на втором — 633.

### Подольское артиллерийское училище
Подольское артиллерийское училище (ПАУ) было сформировано в сентябре 1938 года и готовило командиров взводов ПТО. Курсанты формировали четыре артиллерийских дивизиона. В каждый дивизион входило по три учебных батареи, состоявшей из четырёх взводов. В учебной батарее обучалось около 120 курсантов.
Один из первых выпускников ПАУ В. М. Краснов вспоминал:

«В конце лета 1938 года мы прибыли из второго Московского артучилища, где сдавали вступительные экзамены. Жили в палатках рядом с Варшавским шоссе. Строили и учились. В мае-июле 1941 года состоялся первый выпуск…»— Д. Д. Панков, «Подольские курсанты в битве за Москву».
Многие командиры первого выпуска 1941 года остались в училище и были назначены на командные должности в учебные подразделения. В разное время с 1938 по 1941 годы Подольским артиллерийским училищем командовали: полковники Г. И. Балашёв, М. Г. Красуцкий, Н. А. Оганесян. С началом войны училище приступило к ускоренному формированию артполков и дивизионов различного назначения. Летом-осенью 1941 года при гарнизоне училища удалось сформировать 5 отдельных артдивизионов резерва главного командования, 7 полков ПТО и несколько прожекторных рот.
С 5 сентября по 9 декабря 1941 года училищем командовал полковник И. С. Стрельбицкий, имевший боевой опыт. Войну Стрельбицкий встретил командиром 8-й артиллерийской противотанковой бригады в Западной Белоруссии.
Всего в училище обучались около 1 500 человек. Как и курсанты пехотного училища, артиллеристы несли военную службу по борьбе с вражескими десантами и диверсионными группами. 2-й батальон служил в Подольске, а 4-й — в Серпухове. В то же время училище перешло на шестимесячный срок подготовки командиров-артиллеристов. Также при ПАУ были организованы курсы политбойцов, которые прослушало более 4 000 комсомольских активистов и членов партии перед отправкой на фронт. В сентябре 1941 года состоялся второй, ускоренный выпуск. На фронт было отправлено 918 командиров-артиллеристов в звании лейтенанта.
До начала Великой Отечественной войны в подольских артиллерийском и пехотном военных училищах обучалось более 3 500 человек. С началом войны в эти училища стали направляться по призыву студенты-комсомольцы из разных вузов страны. Программы 2-х или 3-летнего обучения были сокращены, резко возросло число часов в сутки, выделенных на обучение и военную подготовку.

«Было среди них немало таких, кто ещё ни разу не брился, не работал, никуда не ездил без папы и мамы».— И. С. Стрельбицкий, начальник Подольского пехотного училища (ППУ) в 1941 году.
Тем не менее — это были обученные, дисциплинированные будущие командиры. Качество личного состава было на довольно высоком уровне. Несмотря на сокращённые сроки обучения все курсанты уверенно обращались с оружием, знали его материальную часть и были обучены основным тактическим приёмам ведения боя. Кого попало в училище не брали. Подавляющее число курсантов до призыва уже получили по нескольку военных специальностей в организациях ОСОАВИАХИМ и имели среднее образование.

## На юго-западных подступах к Москве

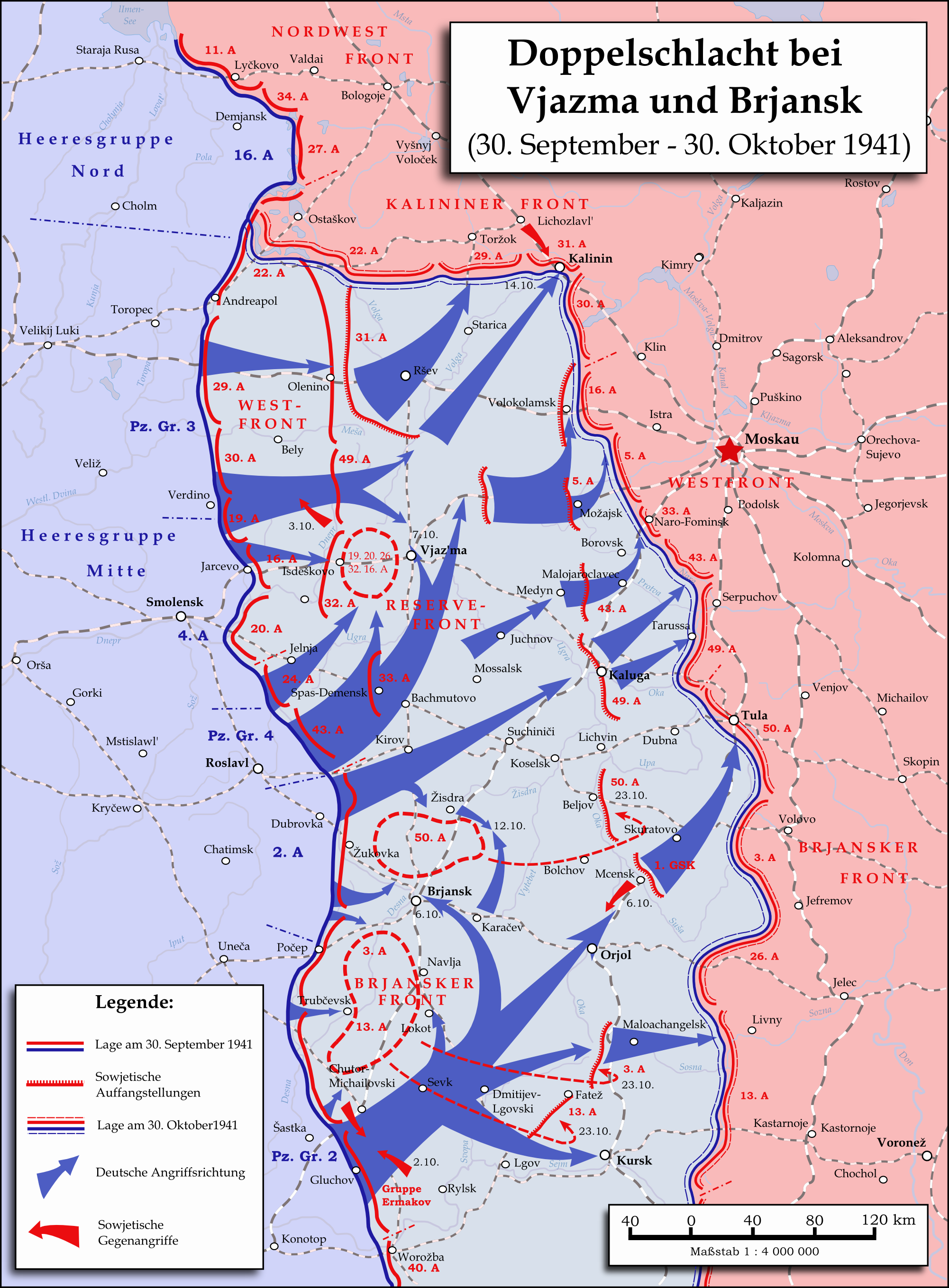
Обстановка на московском направлении. 30.09 — 30.10.1941 г.

После падения Смоленска и Киева, серии котлов и неудачных контрнаступлений конца августа — начала сентября, на юго-западном стратегическом направлении, к началу октября 1941 года возникла реальная опасность быстрого захвата Москвы танковыми и моторизованными соединениями противника.
В сентябре 1941 года немцы произвели перегруппировку своих сил на московском направлении и превосходили силы всех наших фронтов, по численности войск— в 1,4 раза, по танкам— в 1,7, по орудиям и миномётам — в 1,8 и по самолётам — в 2 раза.
К тому же, укомплектованность советских дивизий была невысокой, насчитывая в среднем не более 5-7 тыс. бойцов. Штатная численность стрелковой дивизии РККА военного времени должна была составлять 10 859 человек, а немецкой — 16 859. Численность пехотных дивизий группы армий «Центр» к концу сентября 1941 г. была доведена до 14,5-15 тыс. человек.
Количество танков в танковых дивизиях составляло в среднем: во 2-й танковой группе — до 50 %, в 3-й танковой группе — до 70-80 % и в 4-й танковой группе — до 100 % штатной численности. Согласно традиционной советской историографии, на направлениях, намеченных противником для «главных ударов», его количественное превосходство было подавляющим.
Наступление частей группы армий «Центр» по плану операции «Тайфун» началось 30 сентября ударом танковой группы Гудериана и 2-й немецкой армии по войскам Брянского фронта на участке Жуковка — Шостка.
1 октября 2-я танковая группа прорвала оборону 13-й армии Брянского фронта А. И. Ерёменко на всю глубину и продвинулась до 60 километров. 24-й моторизованный корпус занял Севск и развивал наступление на Орёл.
2 октября противник нанёс мощные удары по войскам Западного и Резервного фронтов из районов севернее Духовщины и восточнее Рославля, ему удалось прорвать оборону наших войск. Передовые части стремительно продвигались вперёд, охватывая с юга и севера всю вяземскую группировку.
Оперативная обстановка на московском направлении менялась очень быстро и не в пользу Красной армии. Ещё 4 октября 1941 года в Ставке были уверены, что линия фронта находится в 100—150 километрах от Юхнова.

Из боевого донесения № 48/ОП на 14:20 — 4.10 [1941] штаб Резервного фронта доложил:

С утра 04.10 противник продолжал развивать удар мотомехчастями во фланг и тыл 43-й армии в общем направлении на Спас-Деменск. Вспомогательный удар — вдоль Московского [Варшавского] шоссе. К 8.45 противник перерезал шоссе

<…> Командарм [43-й армии], вопреки приказу командующего фронтом оборонять р. Снопоть, отдал приказ на отход 53-й сд в направлении Никольское и далее на Спас-Деменск. 149, 113 сд и 148 тбр — в районе Ново-Александровский где занимает оборону.— Приводится по изданию: Л. Н. Лопуховский «1941. Вяземская катастрофа».

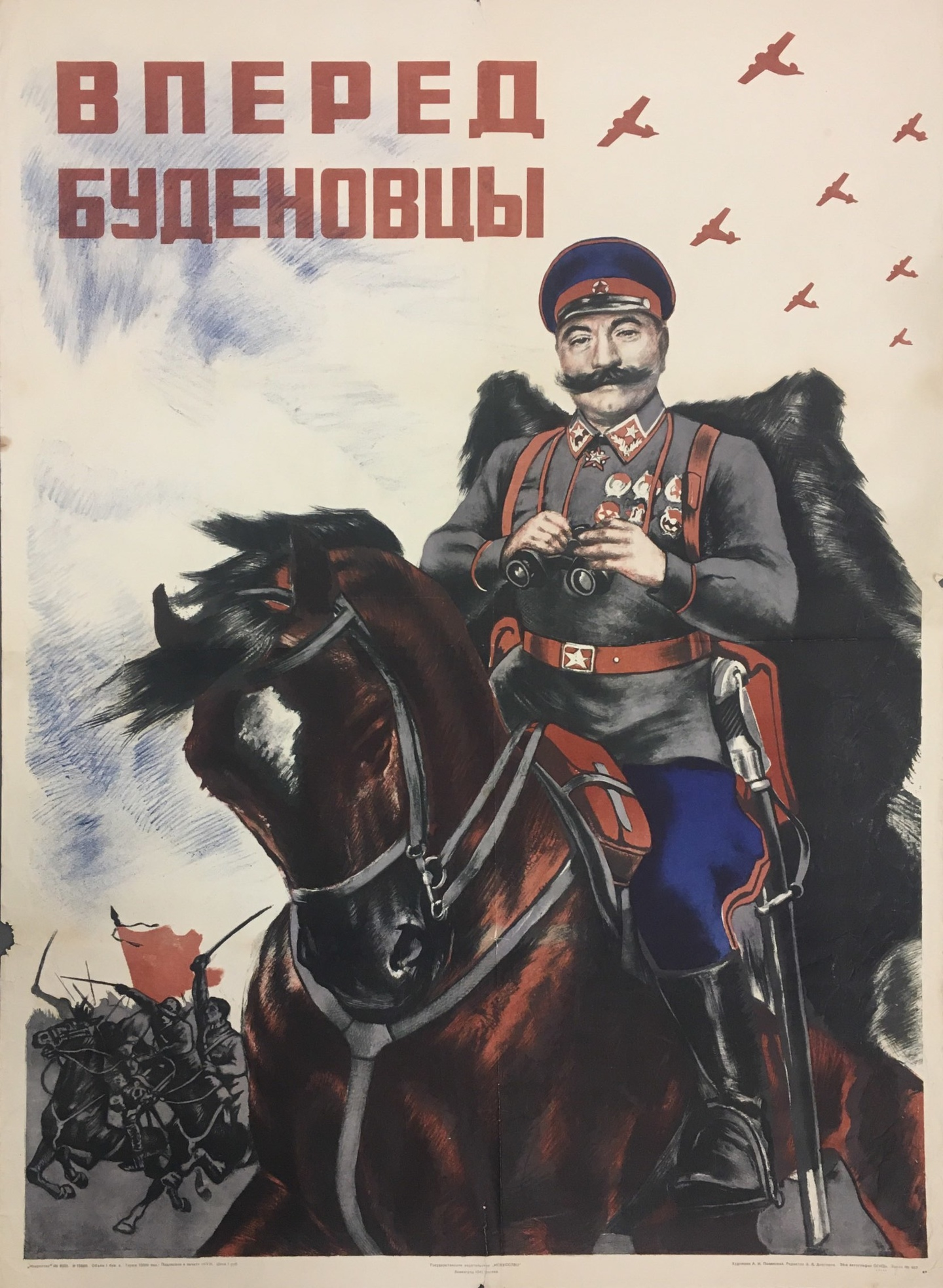
Агитационный плакат 1941-го года. Художник Полянский А. П.

В тот же день город и аэродром Емельяновка подверглись массированной бомбардировке с воздуха. Вечером бойцы 269-го батальона аэродромного обслуживания 1-го тяжёлого бомбардировочного авиаполка 23-й АД, обнаружили разведотряд противника на южных окраинах.
Утром 5 октября к городу подошли основные силы и противник сходу захватил Юхнов. В 15 часов 45 минут начальник Главного политуправления РККА, армейский комиссар 1-го ранга Л. З. Мехлис из штаба Резервного фронта доложил И. В. Сталину:

Части 24, 43 и 33-й армий отрезаны от своих тыловых баз. <…> Связи с ними нет. Дорога на Москву по Варшавскому шоссе до Медыни, Малоярославца открыта. Прихожу к выводу, что управление войсками здесь потеряно— Приводится по изданию: «Московская битва в хронике фактов и событий»
В 17:30 комендант Малоярославецкого УР комбриг Елисеев сообщил по телеграфу: «Юхнов фашистами уже занят»
Первыми крупные танковые и моторизованные соединения противника, движущиеся по Варшавскому шоссе в сторону Москвы обнаружили накануне лётчики-истребители 120 ИАП Дружков и Серов. Они доложили о немецкой колонне, протяжённостью до 25 километров. Об обнаружении колонн танков и мотопехоты противника «в первых числах октября» на Варшавском шоссе в районе Юхнова и Медыни, сообщает также в своих мемуарах командир 43-й смешанной авиационной дивизии генерал-майор Г. Н. Захаров. Лётчикам не поверили и после доклада в Генеральный штаб несколько раз посылали в район Спас-Деменска новые экипажи истребителей.
Только после нескольких перепроверок о колоннах противника было доложено Сталину, после чего тот незамедлительно позвонил члену Военного совета МВО генерал-лейтенанту К. Ф. Телегину и лично поставил ему задачу любой ценой задержать противника на Можайской линии обороны Москвы.
В тот же день ГКО отдал распоряжение поднять по боевой тревоге слушателей Военно-политической академии имени В. И. Ленина, курсантов шести военных училищ Москвы и Подольска с задачей занять позиции на Можайской линии обороны. Под Москву по железной дороге начали прибывать войска с соседних фронтов и из глубины страны «максимальным темпом».
Ранним утром следующего дня подразделения моторизованной дивизии СС «Рейх» начали движение по Гжатскому тракту из Юхнова в направлении Гжатска.
К исходу 7 октября все пути на Москву, по существу, были открыты. Георгий Константинович Жуков, выдвинувшийся для уточнения обстановки по заданию Сталина в район Юхнова, не встретил на своём пути от Москвы до Медыни ни одного боеспособного соединения РККА за исключением двух связистов в районе полустанка Обнинское, неподалёку от которого располагался штаб Резервного фронта.

… Из разговоров с Л. З. Мехлисом и А. Ф. Анисовым я узнал очень мало конкретного о положении войск Резервного фронта и о противнике. Сел в машину и поехал в сторону Юхнова, надеясь на месте скорее выяснить обстановку.
<…> Проехав до центра Малоярославца, я не встретил ни одной живой души. Город казался покинутым.
<…> В Медыни я никого не обнаружил. Только одна старая женщина что-то искала в развалинах дома, разрушенного бомбой. — Г. К. Жуков «Воспоминания и размышления» М. 1969, стр. 338
Отъехав километров 10-12 от Медыни в сторону Юхнова по Варшавскому шоссе Жуков был остановлен группой бойцов в комбинезонах и танкистских шлемах, от которых он узнал, что передовые части противника, захватив мост через реку Угру занимают Юхнов, а в районе Калуги идут напряжённые бои. Там действуют 5-я гвардейская стрелковая дивизия и некоторые отошедшие части 43-й армии. Это был отряд боевого охранения 17-й танковой бригады резерва Ставки под командованием начальника штаба бригады подполковника А. С. Кислицына.
По Варшавскому шоссе к столице двигался не встречая особого сопротивления 57-й немецкий моторизованный корпус, который имел в своём составе не менее 200 танков и 20 000 солдат и офицеров. От Юхнова до Москвы оставалось около 190 километров. Советских войск на этом направлении практически не было.
9 октября части моторизованной дивизии СС «Рейх» вошли в Гжатск, сформировав внешнее кольцо вокруг окружённых под Вязьмой советских армий, перерезав Минское шоссе и железные дороги Вязьма-Сызрань и Москва-Смоленск.

### 37-й Малоярославецкий укреплённый район
Можайская линия обороны, в состав которой входил 37-й Малоярославецкий укреплённый район (37-й УР), сооружалась в спешном порядке с 16 июля 1941 года на рубеже: Московское море — Волоколамск — Можайск — Малоярославец — Детчино. Общая проектная протяжённость линии составляла 220 километров. Глубина обороны от 50 до 80 км, на 380 км2 при трёх полосах.
В начале строительства были созданы три управления (укрепрайона): 35-е — Волоколамское, 36-е — Можайское и 37-е — Малоярославецкое. 26 августа 1941 года организовали Калужское, 38-е управление. Возведением укреплений занимались 20, 21 и 22-е управления военно-полевого строительства НКО СССР. К середине августа 1941 года на строительстве Малоярославецкого УРа было занято 12 956 человек, а на 22 сентября уже 27 500, из которых большинство составляли гражданские лица, мобилизованные на работы из Москвы, Калуги и других городов Тульской и Смоленской областей.
По замыслу Верховного командования, Можайскую линию обороны, в случае необходимости, должны были занимать и оборонять подразделения 32, 33 и 34 армий. Причём, 34 армия (четыре дивизии народного ополчения, 257-я сд, 883 артполк, 878, 879, 880 артполки ПТО) должна была прикрывать стратегически важное, юго-западное направление: Юхнов → Медынь → Малоярославец по оси Варшавского шоссе.
В конце июля 1941 года к строительству оборонительных сооружений 37 УРа, на участке Подсосино — Ильинское — Лукьяново были привлечены бойцы недавно сформированной 17-й (Москворецкой) дивизии народного ополчения под командованием полковника П. С. Козлова.

21 июля дивизия получила недостающее оружие, обмундирование, обувь. На следующий день ополченцы приступили к строительству оборонительных рубежей по линии Подососино, Ильинское, Лукьяново, Константиново, как раз на том рубеже, на котором с 10 по 17 октября будет держать героическую оборону сводный отряд Подольских курсантов. Бойцы Москворецкой дивизии начали привыкать к новому распорядку — ежедневно, отработав на оборонительном рубеже 6 часов, они 8 часов занимались боевой и политической подготовкой по ускоренной программе. Половина рот была занята на стройке, другая — на учении, после обеда менялись местами.— Климанов В. В.  «Собой заслонили Москву».
30 июля приказом Ставки был образован Резервный фронт и на следующий день весь личный состав дивизии с обмундированием и вооружением был срочно, по железной дороге переброшен южнее Спас-Деменска для прикрытия Варшавского шоссе на участке Бураки — Подлесное в составе 33 армии.
В середине июля 1941 года многие части находящиеся в резерве начали перебрасывать в район Ельни, Спас-Деменска и Вязьмы, где личный состав с техникой и вооружением вскоре уничтожался самолётами, танками и артиллерией противника.
Местные жители рассказывали, что наших войск в обороне по рекам Десна и Снопот стояло немало, но немцы не атаковали напропалую, а вначале методично обрабатывали позиции Красной армии с воздуха и артиллерией. После чего от дзотов и блиндажей не оставалось «камня на камне». Потом шли танки, а немецкие пехотинцы вытаскивали из окопов обезумевших, раненых красноармейцев и сгоняли их на сборные пункты к дорогам.
Были среди красноармейцев, командиров и политруков и такие, кто при первой же опасности поднимал руки вверх и добровольно сдавался врагу, бросая оружие. И таких людей было немало.

Каждый полк немецкой пехотной дивизии к концу лета 41-го имел сверх штата так называемый четвёртый батальон, сформированный из коллаборационистов — людей, по различным причинам добровольно перешедших на сторону вермахта и согласившихся служить его интересам.

Четвёртые батальоны компенсировали некомплект за счёт того, что работа тыловых служб была частично переложена на плечи хиви (нем. hilfswillige) и различных подразделений, сформированных из пленных красноармейцев и местного населения, пожелавшего служить новому порядку либо вынужденного эту службу исполнять по различным причинам…— С. Е. Михеенков «Дорога смерти. 43-я армия в боях на Варшавском шоссе. Схватка с „Тайфуном“».
Однако не следует полагать, что путь до Москвы был приятной прогулкой для захватчиков. За три месяца войны с СССР немецкие войска понесли ощутимые потери.
С 22 июня по 30 сентября 1941 года только вермахт потерял убитыми и пропавшими без вести, не считая санитарных потерь, — 551 039 человек, что составляло 16,2 % от общей численности всех сухопутных войск на советско-германском фронте, равной 3,4 млн человек, без учёта армий стран-сателлитов.
Танковые армии противника уже к середине августа 1941 года потеряли в среднем около половины танков. На начало сентября 1941 года, в результате непрерывных сражений боевая численность передовых пехотных подразделений группы армий «Центр» снизилась настолько, что начала внушать опасение немецкому командованию.

Штаб 2-й немецкой армии констатировал, что в ротах осталось в среднем по одному, в редких случаях по два офицера, по 10 унтер-офицеров и по 70 рядовых. Вследствие непрерывных и очень больших переходов ухудшилось состояние здоровья личного состава. Некоторые войсковые части вермахта после трёх с половиной месяцев тяжелейших боев потеряли боеспособность, по оценкам немецких исследователей — на 50 %.— «Великая Отечественная война 1941–1945 годов: в 12 томах. Т.3»
После Смоленского сражения гитлеровцам потребовалось около месяца для возобновления наступления на Москву. Тщательно скрывая передвижения и перегруппировки своих войск, а особенно моторизованных и танковых частей, нередко прибегая к дезинформации — противник готовился к своей главной во всей его «Восточной кампании» битве.
К началу октября 1941 года строительство завершено не было. 37-й (Малоярославецкий) УР состоял из цепочки недостроенных ДОТов, в которых была готова только бетонная коробка без люков, бронированных щитов и дверей. Маскировки и вентиляции не было, электричество отсутствовало, приборов наблюдения не имелось.
К тому же, на 5 октября 1941 года не оказалось войск, способных занять оборону и отразить наступление рвавшегося к Москве врага. Так, например, 22-х километровый участок Ильинского сектора от Дуркино до Юрьевского, расположенный по линии рокады Калуга → Медынь → Верея вообще не был занят войсками.
Немногим позднее, — 11 октября 1941 года, в последний момент, Боровский сектор обороны был занят 1083-м стрелковым полком 312-й сд полковника А. Ф. Наумова. Батальоны были вынуждены спешно выгружаться из эшелонов на станции Ворсино и за ночь со всеми тылами и вооружением преодолеть расстояние в 30-50 километров.
Ценой огромных потерь бойцам и командирам 1083-го полка удалось несколько дней сдерживать наступление частей 3-й моторизованной пехотной, 258-й пехотной и 21-го полка 20-й танковой дивизий вермахта. Враг намеревался двумя мощными расходящимися ударами занять Боровск и Малоярославец, выходя при этом в тыл сражавшимся частям и подразделениям в районе Медыни, Ильинского и Детчино.
Обстановка в районе Малоярославца и на всей Можайской линии обороны столицы казалась катастрофической. Необходимо было выиграть время для переброски и сосредоточения резервов Ставки. Требовалось не менее 5-7 дней. В своём интервью Константину Симонову 5 августа 1966 года Георгий Константинович Жуков назвал период с 6 по 13 октября 1941 года самым тяжёлым и опасным во всей Московской битве.
10 октября все укрепрайоны Можайской линии обороны стали именоваться боевыми участками. 37-й укрепленный район получил наименование Малоярославецкий боевой участок, начальником участка был назначен командир 312-й стрелковой дивизии, прибывшей накануне.

## Передовой отряд
В 14:50 — 5 октября 1941 года заместитель командующего МВО генерал-майор Н. П. Никольский передал по телефону исполняющему обязанности начальника Подольского пехотного училища майору С. А. Романову приказ:

Поднять по боевой тревоге одну из рот и направить её в качестве передового отряда по маршруту Подольск — Малоярославец — Медынь — Мятлево с задачей: войти в соприкосновение с противником для ведения сдерживающих боёв до занятия главными силами училища Ильинского рубежа 37-го Малоярославецкого УРа.— Д. Д. Панков, «Подольские курсанты в битве за Москву».
В 15:00 комбат Романов поднял по тревоге 6-ю учебную роту. Командиром передового отряда был назначен старший лейтенант Л. А. Мамчич. Военным комиссаром передового отряда стал уполномоченный особого отдела Подольского пехотного училища политрук Я. П. Киселёв, представителем штаба ППУ капитан Е. П. Челышев. Согласно приказу в состав передового отряда должен был входить и артдивизион Подольского артиллерийского училища. В приказе по училищу № 237 от 05.10.1941 г. отмечалось:

В соответствии с указанием командующего войсками Московского военного округа полагать училище выбывшим на фронт в качестве отдельной боевой группы действующей армии.— Приводится по тексту: Панков Д. Д. «Подольские курсанты в битве за Москву».
Погрузившись на грузовики, передовой отряд отправился в Подольское артиллерийское училище, которое располагалось на юго-западной окраине города на Варшавском шоссе. К 20:00 артдивизион под командованием капитана Я. С. Россикова и старшего политрука М. М. Постнова был сформирован и к 23:30 того же дня весь отряд без происшествий прибыл в Малоярославец, о чём незамедлительно было доложено коменданту 37-го УРа. В Малоярославце отряду было приказано следовать к реке Изверь на соединение с авиадесантным отрядом капитана И. Г. Старчака и передан бронеавтомобиль.
Проследовав в Медынь, у развилки дорог в деревне Воронки, отряд встретился с дозором десантников. Весь передовой отряд с артиллерийским дивизионом поступил в распоряжение капитана Старчака.
6 октября ранним утром, курсанты и десантники перешли в наступление, вступив в бой с полком 57-го моторизованного корпуса вермахта и ротой танков, и к 8:00 с боями достигли р. Угры у города Юхнова. Участник этого боя курсант В. Ф. Леонов вспоминал:

…Видим перед собой гитлеровцев… Бегут назад. Не верим своим глазам. Однако это не сон: враг бежит. Бежит от нас, курсантов. Мы ликуем, успех удваивает силы…— Д. Д. Панков « Подольские курсанты в битве за Москву».
17-я танковая бригада сформирована в городе Владимире в сентябре 1941 года на базе кадров 34-й и 48-й тд, и на тот момент подчинённая оперативному командованию МВО, была спешно переброшена из Владимира в Мценск а оттуда в район Мятлево. Разгрузка и сосредоточение были практически завершены к исходу 6 октября. С 7 по 14 октября танкисты активно действовали и вели манёвренную оборону на участке Мятлево — Медынь, находясь в тесном взаимодействии с передовым отрядом и командованием 37-го укреплённого района. Оборона была построена следующим образом: Варшавское шоссе удерживали танки, а фланги обеспечивали курсанты, мотострелки и разведчики отряда Старчака.
Бригада была хорошо укомплектована. На вооружении противотанкового дивизиона имелось восемь САУ ЗиС-30, полученных в сентябре 1941-го года. На тот момент эти установки с 57-мм. противотанковыми орудиями ЗИС-2 являлись грозным оружием, способным поразить любой танк или бронемашину противника. Всего, по состоянию на 5.10.1941 года, бригада насчитывала в своём составе: 1 838 бойцов, командиров и политработников, 29 танков Т-34, 32 танка Т-40 и состояла из командования, роты управления, разведроты, 17-го танкового полка, мотострелково-пулемётного батальона, артдивизиона, ремонтной и автотранспортной рот и отдельного медико-санитарного взвода.
На подступах к Медыни 17-я бригада нанесла немцам ощутимые потери. Обычно танки Т-34 прорывались на занятые немцами рубежи и выкатываясь на их позиции давили противотанковые орудия в упор расстреливая личный состав и уничтожая всё на своём пути. Ведя тяжёлые бои танкисты вынуждены были отходить под натиском броневого кулака хорошо обученных и укомплектованных немецких танковых дивизий, под постоянными ударами авиации и артиллерии. К 28 октября 1941 года в строю находилось лишь 3 боеспособных танка: два Т-34 и один лёгкий Т-40. Большинство солдат и офицеров бригады было убито или ранено.
В этом своём первом бою курсантам и уже имевшим боевой опыт десантникам удалось уничтожить 300 гитлеровцев и сжечь 5 танков противника. Целый день сводный отряд удерживал рубеж на реке Угре в районе Кувшиново — Красный Столб, а затем вернулся на позиции на реке Изверь.
7 октября отряд вёл тяжёлые бои на рубеже р. Изверь и в окрестностях города Медынь. К 20:00 прибыло подкрепление в составе 2-й роты курсантов ППУ под командованием ст. лейтенанта Максумова М. Х. и одной батареи 222-го зенитного артполка. Ночью подошла 1-я рота 108-го запасного стрелкового полка подполковника П. Г. Куликова. Вечером к сводному отряду присоединились танкисты 17-й танковой бригады Героя Советского Союза подполковника Н. Я. Клыпина из резерва Ставки, которым ставилась задача с утра возобновить наступление на Юхнов, а также произвести разведку боем в районе города за рекой Угрой.
8 октября пополненный личным составом и боеприпасами отряд в 10:00 начал наступление на Юхнов и к 13:00 часам достиг рубежа в 7 км севернее города. После серии миномётных обстрелов курсанты отошли на прежние рубежи на реке Изверь. В 6-й роте ППУ осталось всего 20 человек.
9 октября сводный отряд, 1-й танковый батальон 17-й тбр капитана Т. С. Позолотина и 95-й отдельный мотострелковый батальон капитана Н. К. Масленникова 48-й танковой дивизии отражали атаки противника на Медынь по Варшавскому шоссе и на правом фланге рубежа обороны на р. Изверь.
10 октября передовой отряд, пытаясь избежать полного окружения северо-западнее Медыни, с боями отошёл по Варшавскому шоссе к деревне Дворики, пополнился 3-й ротой ППУ ст. лейтенанта С. В. Кубарева, разведотрядом из 53-й стрелковой дивизии, вышедшими из окружения бойцами 222-й и 211-й стрелковых дивизий и, будучи усилен несколькими танками из 17-й тбр по приказу генерал-майора В. А. Смирнова пытался безуспешно вернуть Медынь, к тому времени уже занятую немцами.
После пяти дней кровопролитных боёв, истратив почти все боеприпасы, передовой отряд отошёл к селу Ильинское, где уже были развёрнуты основные силы двух училищ. От передового отряда осталось не более трети курсантов, но вместе с товарищами из других частей РККА они уничтожили до 20 танков, около 10 броневиков и несколько сотен гитлеровцев.

## Ильинский рубеж
Основные силы курсантов после объявления тревоги 5-6 октября были переброшены по железной дороге со станции Подольск в район Малоярославца, откуда пешим порядком выдвинулись в район Ильинского и Детчино для занятия обороны и строительства окопов, блиндажей, капониров и коммуникаций.
Одна группа под командованием начальника ППУ генерал-майора В. Смирнова заняла Ильинский оборонительный участок, перекрыв Варшавское шоссе, а другая, которой командовал подполковник П. Медведев, получившая название «южной», сосредотачивалась на рубежах по линии Детчино — Полотняный Завод для прикрытия железнодорожной станции Суходрев и от возможных ударов противника во фланг основной группировке в районе Ильинского.

### Южная боевая группа
Южная группа держала оборону на фронте протяжённостью 30 км совместно с отдельными отрядами бойцов, вышедших из окружения. Например, в 1-м батальоне 616-го стрелкового полка (194-й стрелковой дивизии) на момент объединения с курсантами насчитывалось не более 80 человек.
11-12 октября на оборону Детчино прибыл 1081 сп 312-й стрелковой дивизии. Несколько дней немцы безуспешно пытались выбить бойцов полка с позиций. Несколько раз Детчино переходило из рук в руки. 16 октября, стремясь обойти фланг советских войск, противник усилил натиск и захватил господствующую высоту 202,9, но село взять не смог. Ещё два дня полк и курсанты дрались в окружении. Только в ночь на 19 октября, когда закончились боеприпасы, бойцы пошли на прорыв. Из двух с половиной тысяч бойцов 1081 сп в живых осталась лишь сотня.
Курсанты, бойцы 1081 стрелкового полка и «окруженцы» стояли на рубежах до 20 октября. К тому времени уже были заняты Калуга, Боровск, Малоярославец и нависла реальная угроза полного окружения. По труднопроходимым лесным дорогам оставшимся в живых из южной группы удалось выйти к своим в районе Папино — Ольхово на рубеж по реке Нара.

### Ильинский боевой участок
53-я стрелковая дивизия сформирована в Саратове как кадровое подразделение РККА в 1931 году.
На фронте с 29 июня 1941 года. 6 июля части дивизии вступают в свой первый бой с противником на рубежах под городом Шклов, имея списочную численность 6477 человек личного состава. 
Всё лето 1941-го года, находясь на направлениях главного удара, вела постоянные кровопролитные бои в составе 61-го стрелкового корпуса 13-ю армии.
С середины августа дивизия занимала линию обороны юго-западнее Спас-Деменска. 2–3 октября 1941 года, попав в полное окружение, остатки дивизии начали организованный отход c боями в район Медыни, Малоярославца. 7 октября передовые части вышли из окружения севернее сёл Ильинское, Сергиевка под Малоярославцем.
9 октября уцелевшие подразделения включены в состав Малоярославецкого боевого участка (37-го УРа) и подчинены его начальнику полковнику А. Ф. Наумову. Совместно с курсантами и частями 312-й сд вели тяжёлые бои за Малоярославец и на подступах к Боровску, а также восточнее Белоусово.
С начала июля и в октябрьских боях 1941 года под Спас-Деменском, в районе Медыни, Боровска, Малоярославца и Наро-Фоминска дивизия понесла ощутимые потери.
Основная группа курсантов развернулась по берегам рек Лужа и Выпрейка от Лукьяново до Малой Шубинки, используя недостроенные укрепления.
6 октября в окрестностях Ильинского из отходивших мелких подразделений были сформированы четыре стрелковые роты, усиленные 64-м артиллерийским полком, имевшим 15 исправных орудий. В районе Кондрово и Полотняного Завода были задержаны и направлены под Малоярославец пять рот 475-го сп 53-й сд, а также отдельные группы бойцов 24-й, 33-й и 43-й армий.
8 октября на станцию Малоярославец прибыли сформированный в МВО 301-й пулемётный батальон, две роты огнемётчиков, два дивизиона «Катюш», рота лёгких танков, два противотанковых артиллерийских полка и сапёрный батальон.
9 октября начальником Ильинского боевого участка был назначен полковник А. Ф. Наумов, командир прибывшей 312-й стрелковой дивизии, а укрепрайоны (УРы) стали именоваться боевыми участками. Штаб участка был организован Наумовым в деревне Панское на северо-западной окраине Малоярославца. К 10 октября полки 312 сд ещё выгружались на полустанках от Нарофоминска до Балабаново.
К исходу 10 октября была оставлена Медынь, а уже утром 11 октября немцы предприняли попытку штурма Ильинского рубежа и организовали атаку на северо-западном участке 37-го УРа в районе Дылдино — Юрьевское с целью быстрого захвата Боровска. Противник активно применял авиацию и артиллерию, после чего переходил в атаки пехотой. Однако все попытки прорыва 11 октября были отбиты 1083-м стрелковым полком капитана А. М. Автандилова. Ситуация повторилась и на следующий день. В окрестности Боровска начали прибывать и разворачиваться части 110-й и 113-й стрелковых дивизий 43-й армии.
11 октября на западную окраину Боровска перемещается штаб 33-й армии. В тот же день значительно поредевшие батальоны Подольских курсантов перешли в подчинение командующего 43-й армии генерал-лейтенанта С. Д. Акимова в составе небольшой группировки войск, куда входили остатки 211-й, 222-й, 17-й тбр и 312-й сд, отдельные отряды, созданные из окруженцев. На рубежи 37-го УРа стали подходить части 53-й стрелковой дивизии под командованием полковника Н. П. Краснорецкого.
Из донесения командования войсками Резервного фронта в ставку ВГК от 11 октября 1941 года:

т. Сталину, Шапошникову. По Бодо
1. . Противник силою 50 танков, 2-3 пех. полков в течение 10.X наступал со стороны Юхнова и пытался захватить Медынь. В результате упорного боя сводного пехотного отряда в 1000 человек и 17-й танковой бригады противник остановлен западнее р. Шаня, что западнее Медынь. К 16 часам 11.Х в район Медынь подтягиваю 53 сд без одного стр. полка. Западнее Калуга в 30 километрах обнаружено сосредоточение танков и 400 автомашин. Обе эти группировки с утра 11.Х буду бить авиацией.
2. . 31 кд, усиленная пехотным отрядом, ведёт наступление на Козельск.
3. . Все попытки противника форсировать р. Угра на фронте Товарково, Плетеневка (Калужский сектор) отбиты.

Жуков, Круглов— Приводится по тексту издания: С. Е. Михеенков. «Серпухов. Последний рубеж. 49-я армия в битве за Москву. 1941» .
312-я стрелковая дивизия сформирована в июле —- августе 1941 года в городе Актюбинске Казахской ССР за один месяц.
Общая численность личного состава составляла 11347 человек. Среди многонационального состава дивизии: русские (4 460 человек), казахи (3 556), украинцы (2 012), узбеки (212), татары (184), таджики (86), туркмены (74) и белорусы (23 человека). В основном это были призывники из Актюбинской области (6 654 человека), Южного Казахстана (3 264), а также из городов Уральска (1 700), Гурьева (691) и Кызыл-Орды (450 человек).
17 августа 1941 года весь личный состав был приведён к присяге и на следующий день первый эшелон с бойцами отправился на фронт. 22 августа дивизия в полном составе прибыла на станцию Малоярославец с задачей занять оборону на участке 37-го УРа и приступила к разгрузке. Однако по приказу Ставки 23 августа была включена в состав 52–й армии Северо–Западного фронта и срочно передислоцирована в район Валдая Ленинградской области, где находилась в резерве.
8-11 октября спешно возвращена в район Ворсино — Малоярославец, где после разгрузки под огнём авиации противника занимала позиции на участках 37-го УРа.
В обороне Ильинского участка 37 УРа Можайской линии обороны понесла ощутимые потери в боях с танками и мотопехотой противника. Значительная часть бойцов дивизии были малограмотными, либо вовсе неграмотными (28,1 и 14,2% соответственно) и плохо владели русским языком. 4684 человека или 36% от общей численности личного состава дивизии были не обучены военному делу вовсе.
Остатки 312-й дивизии с боями, 19 октября стали отходить к реке Наре. Отвод войск на Нарский рубеж проходил через Белоусово, Тарутино. 22 октября 1941 года остатки дивизии занимали позиции на берегах реки Нары у деревни Орехово.
Всего за две неполные недели боёв в районе Малоярославца и Боровска дивизия потеряла более десяти тысяч человек и как понёсшая наибольшие потери введена в состав 53-й сд сводным полком.
К вечеру 12 октября 1941 года XII армейский корпус вермахта захватил Калугу, большое количество советских солдат и офицеров попало в плен. Враг стремительно начал развивать наступление на Тулу и в северном направлении — на Детчино → Белоусово.
13 октября 3-й батальон ст. лейтенанта Бабакова вёл кровопролитные бои в районе с. Большая Шубинка. Село несколько раз переходило из рук в руки. Противник применял авиацию и артиллерию, атаковал курсантов силами 2-х батальонов при поддержке 15-ти танков. В тот день на Ильинском рубеже было подбито 14 танков и уничтожено до 300 гитлеровцев. Ночью силы 2-го и 3-го батальонов курсантов были пополнены бойцами из 303-го пулемётного батальона 321-й сд, имевшими на своём вооружении 13,2-мм пулемёты системы Hotchkiss. Бои шли днём и ночью по всей линии обороны.
14 октября оборона по всей длине Ильинского боевого участка подверглась массированным атакам с воздуха пикирующими бомбардировщиками и обстрелу из тяжёлых орудий. Начальник артиллерии 19-й тд А. ван дер Хууп вспоминал, что помимо дивизионов собственно 19-й тд он располагал ещё и приданными ему 300-м тяжёлым артиллерийским дивизионом (15-см пушек), 843-м тяжёлым артиллерийским дивизионом (15-см гаубицы), а также дивизионом артполка 3-й моторизованной дивизии. Всего у Хуупа имелось семь дивизионов артиллерии. Немцам удалось огнём тяжёлой артиллерии и авиации разрушить ДЗОТы и вклиниться в оборону курсантов в районе деревни Малая Шубинка на несколько километров. К исходу дня Большая Шубинка была занята противником. Нависла реальная угроза флангового окружения.
15 октября на помощь курсантам прибыл 2-й Особый Люберецкий полк полковника Ф. А. Волкова, заняв оборону на левом фланге в районе деревни Кобылино.
16 октября частям 19-й, 20-й танковых и 3-й моторизованной дивизии удалось захватить оборонительные рубежи Ильинского сектора обороны 37-го УРа. Многие курсанты, державшие героическую оборону на этом участке, погибли. Оставшиеся в живых начали лесами отходить на северо-восток.
17 октября командный пункт подольских курсантов был перемещён в Лукьяново. В течение двух дней курсанты обороняли Лукьяново и Кудиново. 19 октября курсанты, оборонявшие Кудиново, были окружены, но сумели выйти из окружения. В тот же день они получили приказ на отход.
18 октября немецкие танки появились на западных окраинах Малоярославца. Чтобы не оказаться в полной изоляции, командование армии отдало приказ курсантам отойти к реке Нара.
20 октября оставшиеся в живых курсанты, получив накануне приказ из штаба 43-й армии, начали отход для воссоединения с войсками, занимавшими оборону на реке Наре в район Каменское — Папино — Стремилово. В течение нескольких дней после выхода из окружения сводный отряд подольских курсантов держал оборону по реке Нара восточнее Каменки.
Вскоре оставшиеся в живых командиры и курсанты Подольского пехотного училища были выведены в Ивановскую область, где на базе ППУ в городе Шуя было организовано училище с 3-годичным циклом обучения, — Шуйское пехотное училище, которое просуществовало до 1954 года. Подольское артиллерийское училище было эвакуировано в город Бухара Узбекской ССР.
В боях на Ильинском боевом участке под Малоярославцем подольские курсанты под командованием начальника пехотного училища генерал-майора В. А. Смирнова и его помощника по артиллерии полковника И. С. Стрельбицкого уничтожили около 5 тысяч немецких солдат и офицеров, подбили или вывели из строя около 100 танков. Приказ Верховного командования задержать немецкие войска был выполнен ценою жизни. Курсанты стояли насмерть и не оставили своих рубежей.
По одним исследованиям, на Ильинских рубежах погибло около 2500 курсантов, по другим из 3500 бойцов сводного курсантского полка выжил только каждый десятый.
Стойкость курсантов и красноармейцев на рубежах Можайской оборонительной линии в районе Юхнова, Медыни, Ильинского, Детчино и Малоярославца стала полной неожиданностью для захватчиков. Мужество и героизм защитников столицы в начале октября 1941 года предопределили крах всего германского наступления на Москву осени 1941 года и дали возможность Ставке перебросить дополнительные части и вооружение из тыловых районов страны.

## Память
Курсантская ленточка
27 апреля 2013 года при участии ветеранских организаций в городе Климовске Московской области стартовала памятная акция «Курсантская ленточка». Инициаторами выступили учащиеся и педагоги гимназии им. Подольских курсантов.
Курсантская ленточка — символ памяти о подвиге Подольских курсантов и представляет собой отрезок сатиновой ткани длиной 25 см, шириной 3,5 см. На ленте 5 продольных равных по ширине чередующихся полосок — 3 светло-зелёного и 2 красного цветов.
На концах ленты аббревиатуры ППУ и ПАУ (Подольское пехотное училище и Подольское артиллерийское училище), над ними — петличные знаки отличия родов войск — пехоты и артиллерии. В основу цветового решения ленты положена медальная колодка памятного знака «Ветеран Подольских военных училищ. Октябрь 1941».
Памятная медаль
3 октября 2016 года Общероссийской общественной организацией ветеранов Вооружённых сил Российской Федерации и Министерством обороны РФ была учреждена памятная медаль, посвящённая 75-летию подвига Подольских курсантов.
Медаль вручается выдающимся жителям страны, которые внесли свой вклад в патриотическое воспитание молодёжи. На лицевой стороне медали изображён памятник Подольским курсантам, который находится на улице Кирова в г. о. Подольск.
Объекты, мероприятия и памятные даты, связанные с именем и подвигом Подольских курсантов
- В 1965 году на базе средней школы № 4 города Климовска был открыт первый в СССР музей Подольских курсантов.
- 9 мая 1965 года по инициативе и при активном участии Заслуженного учителя РСФСР, бывшего курсанта ПАУ и участника боёв на Ильинских рубежах — П. И. Ларина (1923—1996), был открыт Музей боевой славы c экспозицией о Подольских курсантах в школе № 3 города Обнинска, где с 1964 по 1986 год Пётр Иванович проработал директором. Долгие годы он активно участвовал в патриотическом воспитании молодёжи и преподавал детям географию.
- В 1966 году школьники и комсомольцы Подольска и Климовска совершили многодневный поход по местам боевой славы курсантов подольских училищ. Итогом этого похода стало сооружение памятника-обелиска на братской могиле курсантов 4-го батальона у деревень Савиново и Васисово Малоярославецкого района Калужской области.
- В 1967 году в Подольске появилась улица Подольских курсантов (бывшая 2-я Индустриальная).
- В 1975 году 7 мая в Подольске, на пересечении улицы Кирова, Парковой улицы и Архивного проезда воздвигнут памятник курсантам. На следующий день, 8 мая, состоялось открытие памятника и зажжение Вечного огня в селе Ильинском. В этот же день в Ильинском был открыт военно-исторический музей «Ильинские рубежи».
- 21 марта 1984 года решением Йошкар-Олинского городского совета народных депутатов имя Подольских курсантов присвоено вновь застраиваемой улице в городе Йошкар-Ола. В числе курсантов Подольского пехотного училища сражались  75 студентов 3-4 курсов местных политехнического и педагогического институтов, мобилизованных в августе 1941 года. На доме № 2 по улице Подольских курсантов устанолвена мемориальная доска героям-землякам.
- В 1985 году 6 мая в Саранске открыт памятник курсантам. В этом же году в день 40-летия Победы у Варшавского шоссе в селе Кудиново также состоялась церемония открытия мемориала.
- В 1989 году в Москве 2-й Дорожный проезд переименован в улицу Подольских курсантов.
- Именем Подольских курсантов в 1991 году назван мост через р. Оку на автодороге M2 «Крым».
- Их имена увековечены на памятниках, в названиях улиц городов Подольска, Малоярославца, Бухары, Саранска, Йошкар-Олы и Москвы.
- Пять школ России носят имя Подольских курсантов: гимназия г. Климовска; средние общеобразовательные школы: № 11 города Обнинска и № 18 города Подольска; посёлка Щапово Троицкого АО Москвы (до 1 июля 2012 — Подольского района); села Ильинское Малоярославецкого района.
- 4 мая 2015 года участниками автопробега в честь 70-летия Победы «Дороги памяти и бессмертия» по инициативе главы города Николая Пестова на здании подольской школы № 18 открыта гранитная мемориальная доска подольским курсантам[78][79].
- 30 августа 2015 года в селе Ильинское Малоярославецкого района Калужской области открыт монумент-стела «Рубеж воинской доблести»[80].
- 18 октября 2018 года в обнинской школе № 3 была открыта мемориальная доска с именем П. И. Ларина, бывшего курсанта и директора этой школы[81][82].
- 4 апреля 2019 года депутатами Московской областной думы учреждён «День памяти Подольских курсантов», который будет отмечаться ежегодно в Московской области 5 октября[83].
- 4 сентября 2020 года в Москве, в районе Чертаново Южное, открыт памятник Подольским курсантам — «Ни шагу назад, за нами Москва»[84].
- 7 мая 2021 года от станции Подольск отправился в первый рейс именной электропоезд «Подольские курсанты», посвящённый подвигу командиров и курсантов подольских артиллерийского и пехотного военных училищ[85][86].

В литературе
- Одним из первых, кто рассказал в художественной литературе о подвиге курсантов, был участник Великой Отечественной войны, известный писатель на языке идиш Миша Лев. В 1958 году в издательстве «Советский писатель» вышла его книга на русском языке «Партизанские тропы», в которую были включены рассказы про курсантов[87][88].
- В 1966 году, в журнале «Юность» № 2, вышла в свет статья бывшего начальника ПАУ И. С. Стрельбицкого о подвиге курсантов пехотного и артиллерийского училищ под Малоярославцем в октябре 1941 года. В 1979 году издательство ДОСААФ опубликовало его документальную повесть «На Варшавском шоссе».

В культуре и искусстве
- В 1988 году А. Н. Пахмутова написала «Прелюдию Памяти Подольских курсантов», которая была включена в киноэпопею «Битва за Москву».
- Памятью курсантам подольских училищ стали также песня А. Н. Пахмутовой и Н. Н. Добронравова «Ты моя надежда, ты моя отрада» в исполнении Льва Лещенко («..На равнинах снежных юные курсанты, началось бессмертие, жизнь оборвалась..»)
- В 2010 году песнь о Подольских курсантах «На исторической реке» для голоса с сопровождением баяна была опубликована авторами. Музыка А. Стогов, слова В. Семернина.

В кинематографе
| Год  |     | Название                              | Режиссёр           |
| ---- | --- | ------------------------------------- | ------------------ |
| 1967 | док | «Если дорог тебе твой дом...»         | Василий Ордынский  |
| 1985 | ф   | «Битва за Москву»                     | Юрий Озеров        |
| 2004 | док | «Последний резерв ставки»             | Владимир Новиков   |
| 2014 | с   | «До свидания, мальчики»               | Сергей Крутин      |
| 2017 | док | «Подольские курсанты против вермахта» | Телеканал «Звезда» |
| 2020 | ф   | «Подольские курсанты»                 | Вадим Шмелёв       |

Отдельные фрагменты киноэпопеи «Битва за Москву» (1985) вошли в телесериал «Трагедия века» (1994) и в фильм «Великий полководец Георгий Жуков» (1995).

### Комментарии
1. ↑  Почтовый ящик № 8, литера 39 — почтовый адрес летнего лагеря без указания населённого пункта. «Почтовые ящики» с литерой использовали во времена СССР как открытое наименование для организаций оборонного комплекса и военизированных формирований. С середины лета 1939 года всем войсковым формированиям Красной армии, участвующим в боевых действиях, либо дислоцированным за границами СССР присваивались номера военно-полевой почты[4], которые нужно было указывать в графе «адрес» при отправке письма военнослужащему. Номер полевой почты для адресата из 1083 стрелкового полка 312-й стрелковой дивизии в октябре 1941 года выглядел примерно так: ПП № 991/1083[5].
В 1942 году (Приказ НКО СССР № 0679 «О введении в действие „Инструкции по адресованию почтовой корреспонденции в Красной Армии в военное время“» от 5.09.1942 г.) и в январе 1943 года порядок написания и количество цифр в наименовании военно-полевой почты подразделений Красной Армии менялись, также было принято «Наставление по службе военно-полевой почты Красной Армии», объявленное Приказом НКО СССР от 21 января 1943 года № 075)[6].
2. ↑  Многие «курсанты-первогодки» ещё до призыва в ряды РККА уже умели метко стрелять, обращаться с радиостанцией, знали Азбуку Морзе, компас и быстро ориентировались на местности по карте. Были и такие, которые посещали аэроклубы и умели управлять небольшим самолётом У-2.
3. ↑  19-я танковая дивизия появилась в районе Медыни не ранее 10 октября и была хорошо укомплектована
4. ↑  С 5 по 10 октября 1941 года, пока из окружения не вышли части Резервного фронта (17, 53 и 113 сд) и не прибыли новые подразделения (9, 17 тбр, 110 и 312 сд), за оборону Малоярославецкого боевого участка отвечало командование МВО. После выхода из окружения регулярных частей Красной Армии за оборону 36-го (Можайского) УР по приказу стала отвечать 5-я армия, а за оборону 37-го (Малоярославецкого) УР – 43-я армия. С 8 по 12.10.41 участком одновременно командовал и Жуков, и штаб Резервного фронта. Вечером 11 октября штаб Резервного фронта поручил руководить обороной 37-го УРа командующему 43 А.
5. ↑  110-я (бывшая 4-я Московская дивизия народного ополчения, командир полковник С. Т. Гладышев), 113-я (бывшая 5-я Московская дивизия народного ополчения, командир полковник К. И. Миронов). Эти дивизии были слабо вооружены и недавно сформированы. Понеся большие потери в боях с превосходящими силами противника, вечером 14 октября они оставили Боровск и отошли восточнее и южнее города.
6. ↑  По данным Минобороны погиб в бою. В отдельных публикациях утверждается, что был приговорен к расстрелу, но с отсрочкой приговора.
7. ↑  В отдельных публикациях утверждается, что училище было выведено в город Иваново, в расположение Ивановского военно-политического училища, где курсанты проучились до 1943 года, а с 1943 передислоцированы в г. Шуя Ивановской области.

## Статьи и публикации
- Чернов В. А., Грин Г. Я. 17 танковая бригада под командованием «полковника И. И. Троицкого» // Старый Боровск : альманах. — 2014.
- Сергей Глухарёв. Боровск на защите Московских рубежей в Великую Отечественную войну // Боровск 1941 год : исторический портал. — 2015.
- Андрей Сидорчик. Подвиг «красных юнкеров». Как подольские курсанты спасли Москву // АиФ : газета. — 2016. — 6 октября. — ISSN 0204-0476.
- Панков Д. В. Они помогли выиграть время: Воспоминания-мемуары полковника Панкова // Военный вестник : журнал. — 1985. — № 5.
- Панков Д. В., Панков Д. Д. Подвиг подольских курсантов (Боевые действия курсантов Подольского пехотного и артиллерийского училищ в битве за Москву). // Военно-исторический журнал. — 1986. — № 10. — С.49-53.
- Владимир Тольц. Подвиг подольских курсантов // Радио Свобода : новостное агентство. — 2006. — 29 октября.
- Асхат Калжанов. Подвиг 312-й // Актюбинский вестник : газета. — 2011. — 13 октября. Архивировано 6 октября 2018 года.
- Эрик Абубакиров. Противостояние // «Экспресс К» : газета. — 2016. — 26 октября. — ISSN 1998-5649.
- В. Болтиков. Для служебного пользования: полевая почта: сведения без грифа «Секретно» // Братишка : журнал. — М.: Витязь, 2010. — № 11. — ISSN 9771607677001. Архивировано 3 марта 2011 года.

## Внешние медиафайлы
- «Последний резерв ставки» на YouTube — документальный фильм, 2004 год, студия «Штандарт» на официальном канале «Podolsk Cinema».
- «До свидания, мальчики». Ivi.ru. сериал, полная версия (лицензия) Первый канал (2014). Дата обращения: 5 октября 2018.
- Начались съемки фильма к юбилею Победы о подвиге подольских курсантов «Ильинский рубеж» на YouTube
- Секретная папка. 15.03.2017. Битва за Москву. Подольские курсанты против вермахта. телеканал «Звезда» (2017). Дата обращения: 21 апреля 2019.
- Надгробная плита на могиле политрука ПАУ Постнова М. М. (1911—07.10.1941). Захоронение на 48В участке Ваганьковского кладбища